# Estatuto para la Libertad Religiosa de Virginia

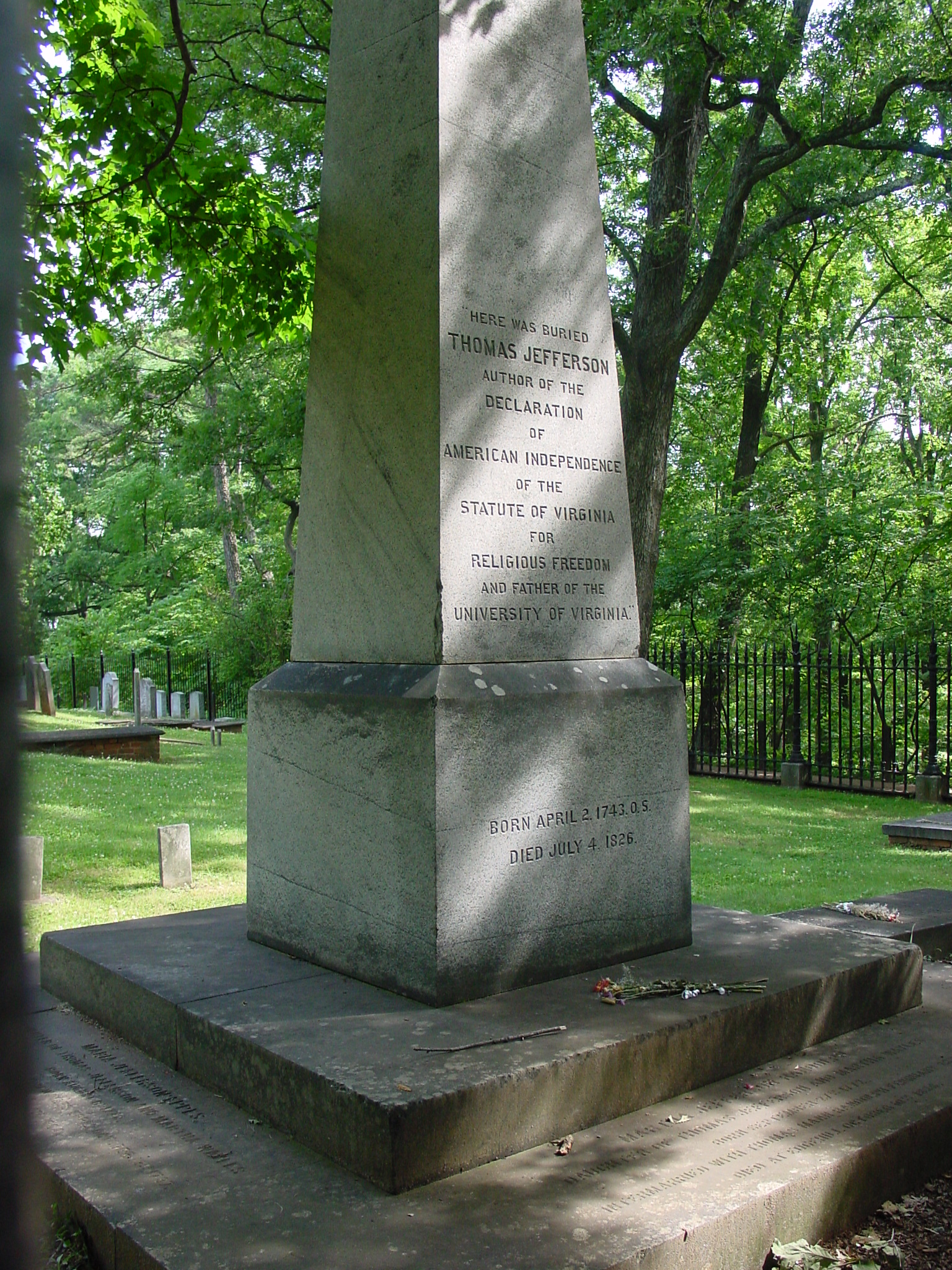
Lápida de Jefferson. La inscripción, como él estipuló, dice "Aquí fue enterrado Thomas Jefferson, autor de la Declaración de Independencia de los Estados Unidos, del Estatuto de Virginia para la Libertad Religiosa, y padre de la Universidad de Virginia

El Estatuto de Virginia para la Libertad Religiosa fue redactado en 1777 por Thomas Jefferson en Fredericksburg, Virginia, y presentado en la Asamblea General de Virginia en Richmond en 1779. El 16 de enero de 1786, la Asamblea Asamblea General de Virginia promulgó el estatuto en la ley del estado. El estatuto desestableció la Iglesia de Inglaterra en Virginia y garantizó libertad de religión a personas de todas las religiones, incluidos cristianos de todas las denominaciones, judíos, musulmanes e hindúes. El estatuto fue un precursor notable de la Cláusula de establecimiento y Cláusula de libre ejercicio de la Primera enmienda a la Constitución de los Estados Unidos.
El Estatuto para la Libertad Religiosa es uno de los únicos tres logros que Jefferson instruyó que se pusiera en su epitafio.

## Fondo
Escrito en 1777 e introducido por primera vez en 1779, el estatuto de Jefferson fue repetidamente pasado por alto en la Asamblea de Virginia hasta que Patrick Henry introdujo una legislación titulada "Un proyecto de ley que establece una disposición para los maestros de la religión cristiana" en 1784. James Madison y otros lideraron la oposición al proyecto de ley de Henry que culminó en el Memorial y Remonstrancia contra las Exacciones Religiosas de Madison, publicado el 20 de junio de 1785. Como señaló la Biblioteca del Congreso, "Madison revivió el estatuto de Jefferson como una alternativa al proyecto de ley de evaluación general de Henry y lo guió para su aprobación en la Asamblea de Virginia en enero de 1786".

## Texto del estatuto
Un acta para establecer la libertad religiosa.
Considerando que, Dios Todopoderoso ha creado la mente libre;
Que todos los intentos de influir en ella mediante castigos o cargas temporales, o incapacitaciones civiles tienden sólo a engendrar hábitos de hipocresía y mezquindad, y por lo tanto son una desviación del plan del santo autor de nuestra religión, quien siendo Señor, tanto del cuerpo como de la La mente, sin embargo, eligió no propagarlo mediante coacciones sobre ninguno de los dos, como estaba en su poder Todopoderoso para hacer
Que la presunción impía de legisladores y gobernantes, tanto civiles como eclesiásticos, que, siendo ellos mismos hombres falibles y sin inspiración, han asumido el dominio sobre la fe de los demás, estableciendo sus propias opiniones y modos de pensar como los únicos verdaderos e infalibles, y como tal, esforzándose por imponerlas a otros, ha establecido y mantenido religiones falsas en la mayor parte del mundo y a lo largo de todos los tiempos;
Que obligar a un hombre a aportar contribuciones de dinero para la propagación de opiniones, que él no cree, es pecaminoso y tiránico;
Que incluso obligarlo a apoyar a tal o cual maestro de su propia convicción religiosa lo está privando de la cómoda libertad de dar sus contribuciones al pastor en particular, cuya moral haría su modelo, y cuyos poderes él siente más persuasivo para la rectitud, y retira del Ministerio aquellas recompensas temporales que, a partir de la aprobación de su conducta personal, son una incitación adicional a labores serias e incansables para la instrucción de la humanidad;
Que nuestros derechos civiles no dependen de nuestras opiniones religiosas más que nuestras opiniones en física o geometría,
Que, por lo tanto, proscribir a cualquier ciudadano como indigno de la confianza pública, imponiéndole la incapacidad de ser llamado a cargos de confianza y emolumento, a menos que profese o renuncie a tal o cual opinión religiosa, lo está privando injuriosamente de esos privilegios y ventajas, a que, al igual que sus conciudadanos, tiene un derecho natural,
Que sólo tiende a corromper los principios de esa misma religión, está destinado a alentar, sobornando con un monopolio de honores y emolumentos mundanos a aquellos que la profesarán externamente y se ajustarán a ella;
Que si bien son criminales los que no resisten tal tentación, tampoco los inocentes que ponen el anzuelo en su camino;
Que permitir al magistrado civil inmiscuirse en sus poderes en el campo de la opinión y restringir la profesión o propagación de principios bajo el supuesto de su mala tendencia es una falacia peligrosa que destruye de inmediato toda libertad religiosa por ser, por supuesto, juez de esa tendencia. hará de sus opiniones la regla del juicio y aprobará o condenará los sentimientos de los demás solo en la medida en que cuadren o difieran de los suyos;
Que es tiempo suficiente para los propósitos legítimos del gobierno civil, para que sus oficiales interfieran cuando los principios estallen en actos abiertos contra la paz y el buen orden;
Y finalmente, que la Verdad es grandiosa, y prevalecerá si se la deja sola, que ella es la antagonista adecuada y suficiente del error, y que no tiene nada que temer del conflicto, a menos que por la interposición humana se desarme de sus armas naturales, el libre argumento y debate, los errores dejan de ser peligrosos cuando se permite libremente contradecirlos:

Sea decretado por la Asamblea General que ningún hombre será obligado a frecuentar o apoyar ningún culto religioso, lugar o ministerio en absoluto, ni será forzado, restringido, molestado o reforzado en su cuerpo o bienes, ni sufrirá de otra manera a causa de sus opiniones o creencias religiosas, pero que todos los hombres serán libres de profesar, y mediante argumentos para mantener, sus opiniones en materia de religión, y que las mismas no disminuirán, ampliarán o afectarán en modo alguno sus capacidades civiles. Y aunque bien sabemos que esta Asamblea elegida por el pueblo sólo para los fines ordinarios de Legislación, no tiene potestad para restringir los actos de las sucesivas Asambleas constituidas con poderes iguales a los nuestros, y que por lo tanto declarar irrevocable este acto no tendría ningún sentido. efecto en la ley; sin embargo, somos libres de declarar, y declaramos que los derechos que aquí se afirman, son de los derechos naturales de la humanidad, y que si en el futuro se aprueba alguna ley para derogar el presente o limitar su operación, tal acto será una infracción de derecho natural.